# Expressió de gènere
|  | No s'ha de confondre amb Identitat de gènere. |

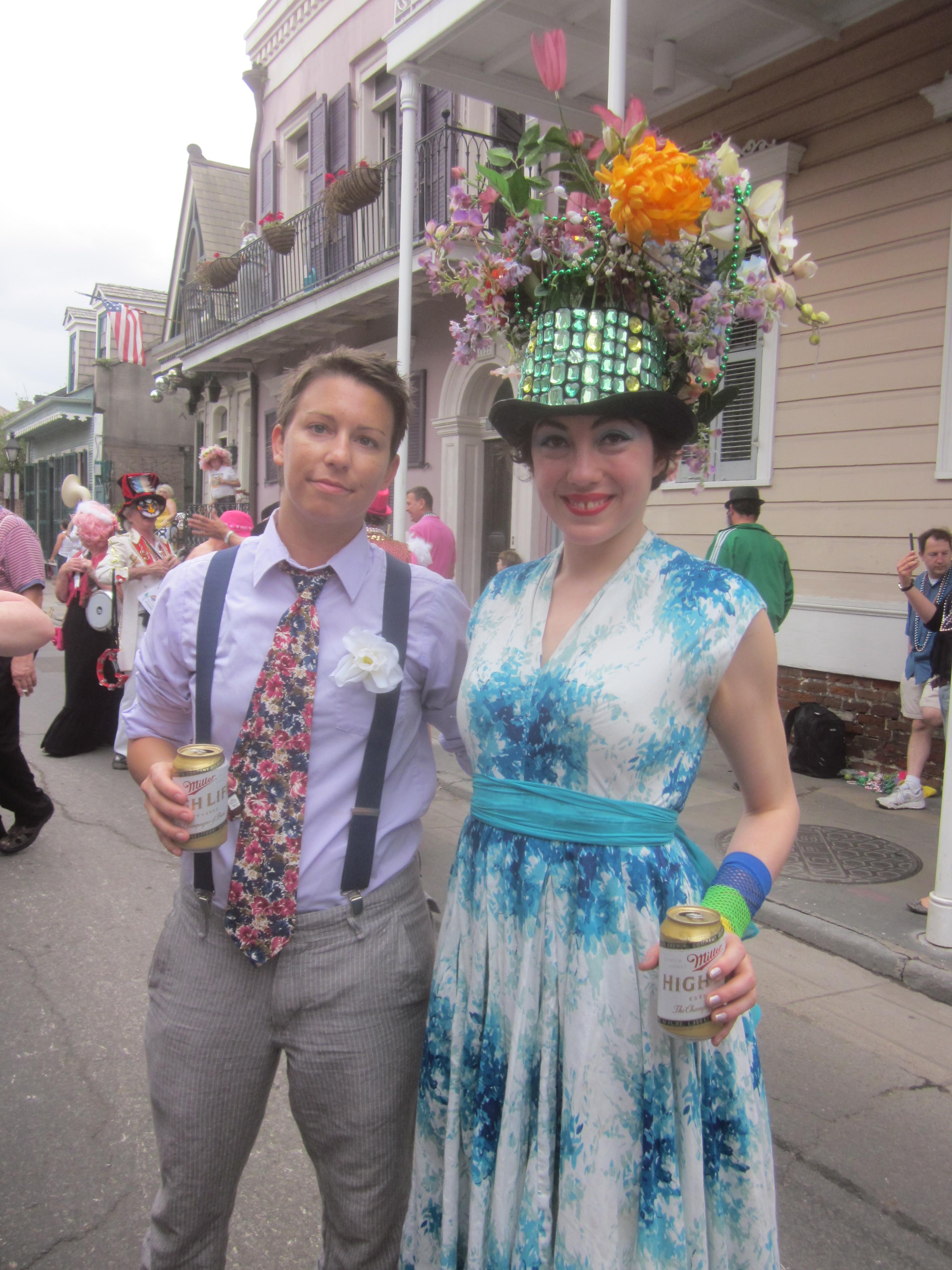
Dues dones amb expressions de gènere masculina i femenina a la Gay Easter Parade de Nova Orleans (EUA).

L'expressió de gènere és el conjunt de característiques d'un individu pel que fa a l'aparença, els interessos i la conducta que tradicionalment s'associen a un gènere en cert context cultural. Aquesta percepció, doncs, està basada en estereotips.
La lectura del gènere es basa principalment en l'aspecte: la roba, la llargària dels cabells i el pentinat, la veu, l'ús de joies, l'actitud, etc. Per altra banda, a Occident certs trets del caràcter són vinculats amb la masculinitat, com ara el domini, l'agressivitat i la insensibilitat; mentre que d'altres remeten a la feminitat, com són l'amabilitat i la gentilesa.
L'expressió de gènere pot variar al llarg de la vida. També depèn de la cultura. Per exemple, en funció de la regió, el significat que s'atribueix a les joies, els talons o el maquillatge divergeix. Hi influeix igualment el període històric, com es pot inferir del canvi de valor assignat al color rosa, que actualment a Occident és rebutjat pels hòmens, mentre que abans de la Segona Guerra Mundial els identificava.
Aquesta impressió pot reflectir o no la identitat de gènere de la persona en qüestió. El posicionament d'aquells amb una expressió de gènere socialment considerada atípica es pot descriure com a inconformitat de gènere.
Malgrat que l'expressió de gènere està deslligada de l'orientació sexual, sovint s'entén com un tot, cosa que indueix a l'error de generalitzar les dones masculines com a lesbianes i els hòmens femenins com a gais. De fet, la recerca de Stacey Horn va determinar que els adolescents homosexuals que no adopten una expressió de gènere d'acord amb l'esperada pateixen una pitjor acceptació social, que deriva en assetjament i discriminació. D'altra banda, la teoria de la matriu heterosexual de Judith Butler postula que hom tendeix a suposar la sexualitat d'algú per l'expressió de gènere, cosa que per a Lisa Disch respon al fet que les relacions humanes parteixen sempre d'estereotips.
En alguns països, una expressió de gènere dissident pot constituir motiu de pena de mort o de tortura.